# D. J. Cooper
Donell Cooper II (Chicago, Illinois; 6 de diciembre de 1990) es un jugador de baloncesto estadounidense con pasaporte bosnio que actualmente forma parte de la plantilla del Chorale Roanne Basket en la LNB Pro A francesa. Con 1,83 metros de altura juega en la posición de Base.

## Escuela secundaria
Pasó los tres primeros años de high school en el Hales Franciscan High School, situado en Chicago, Illinois. En su año senior fue transferido a Seton Academy, en South Holland, Illinois. Promedió 16 puntos y 7 asistencias y llevó a Seton Academy a ganar el Campeonato Estatal de Illinois Class 2A en 2009, siendo el primer título estatal de la escuela en cualquier deporte.
En su año senior fue nombrado McDonald's All-America y elegido por ESPN el 30.º mejor jugador del país de high school.

## Universidad
Fue reclutado por la Universidad de Baylor, pero finalmente eligió jugar para la Universidad de Ohio, ya que quería ser una de las piezas clave del equipo y el entrenador de los Bobcats, John Groce, le prometió serlo.
Causó un impacto inmediato como freshman en la temporada 2009-2010. Promedió 13,4 puntos, 5,3 rebotes, 5,8 asistencias y 2,5 robos de balón en 35,5 min de juego. Finalizó el 5º en robos y el 7º en asistencias a nivel nacional, mientras que fue el 11º en anotación y el 17º en rebotes de la Mid-American Conference. Fue nombrado Freshman del año de la Mid-American Conference, ayudando a los Ohio Bobcats a derrotar en primera ronda del torneo de la NCAA a los 3# cabeza de serie, los Georgetown Hoyas. Fue el jugador que más minutos disputó por partido de toda la conferencia y estableció dos récords en una temporada en la Universidad de Ohio, el de robos (93) y el de asistencias (218). También recibió una Mención Honorífica Mid-American Conference y fue elegido en el Mejor Quinteto de Freshman´s de la Mid-American Conference.
Al comienzo de su temporada sophomore fue nombrado Jugador de la Pretemporada de la Mid-American Conference. En el partido contra los Miami Redhawks sobrepasó los 1,000 puntos en su carrera universitaria, y contra los Akron Zips casi hace un triple-doble, metió 25 puntos, dio 9 asistencias y cogió 8 rebotes. Fue elegido en el Mejor Quinteto de la Mid-American Conference, batió su propio récord de asistencias en una temporada con los Ohio Bobcats (263), siendo el tercer mejor asistente de toda la nación con 7,5 asistencias por partido. Fueron invitados al CollegeInsider.com Postseason Tournament, siendo eliminados en cuartos de final.
En su temporada junior hizo su primer triple-doble, con 14 puntos, 10 rebotes y 10 asistencias en la victoria contra los Portland Pilots. Irrumpieron con fuerza en el torneo de la NCAA de 2012, partiendo como #13 y eliminando a los #4 cabeza de serie, los Michigan Wolverines y a los #12 cabeza se serie, los South Florida Bulls, antes de ser eliminados por los #1 de la nación, los North Carolina Tar Heels. Fue finalista del Premio Bob Cousy y del Premio Lute Olson. Superó el récord total de asistencias de un jugador de la Universidad de Ohio y se quedó a un solo balón robado de superar el récord de robos. Fue elegido en el Mejor Quinteto del Torneo de la Mid-American Conference, por segunda vez en el Mejor Quinteto de la Mid-American Conference y nombrado MVP del Torneo de la Mid-American Conference. Asistió en verano al CP3 Elite Guard Camp y a la Deron Williams Skills Academy.
En su última temporada, su temporada senior, le marcó 24 puntos a los Buffalo Bulls, convirtiéndose en el único jugador de la historia de la universidad en anotar 2,000 puntos, dar 900 asistencias, coger 600 rebotes y robar 300 balones en toda su carrera. Era considerado por ESPN como uno de los mejores bases y asistentes del país. Fue nombrado Jugador del Año de la Mid-American Conference y elegido por tercera vez en el Mejor Quinteto de la Mid-American Conference y por segunda vez en el Mejor Quinteto del Torneo de la Mid-American Conference. También recibió una Mención Honorífica All-America por Associated Press. Finalizó su etapa universitaria con 934 asistencias y 328 robos, siendo en el momento de su graduación el 12º en asistencias y el 18º en robos de la historia de la División I de Baloncesto Masculino de la NCAA.
En sus cuatro años con los Ohio Bobcats jugó 143 partidos (138 como titular), con un promedio de 14,5 puntos, 4,3 rebotes, 6,5 asistencias y 2,2 robos de balón en 33,8 min de juego.
Disputó el Reese's College All-Star Game y fue nombrado Jugador del Partido del combinado Este, tras meter 11 puntos, coger 4 rebotes, dar 9 asistencias y robar 3 balones en 30 min. También disputó el torneo pre-draft Portsmouth Invitational Tournament, donde en 3 partidos promedió 11 puntos, 5,7 rebotes, 7,3 asistencias y 1,3 balones robados en 30 min de media.

## Trayectoria profesional
Tras no ser elegido en el Draft de la NBA de 2013, dio el salto a Europa fichando por el PAOK Salónica griego para la temporada 2013-2014, donde cuajó una gran temporada. Jugó 35 partidos en la A1 Ethniki con un promedio de 10,6 puntos, 4,5 rebotes, 6,5 asistencias y 1,7 robos de balón en 30,8 min de media, lo que le llevó a ser elegido en el Mejor Quinteto de la A1 Ethniki. Disputó 10 partidos en la Eurocup 2013-14 con una media de 10,2 puntos, 4,7 rebotes, 6,5 asistencias y 2,1 robos de balón en 31,6 min de media.
Jugó la NBA Summer League de 2013 en Las Vegas con los Golden State Warriors, jugando 3 partidos con una media de 1,3 rebotes y 1,6 asistencias en 9 min de juego. También disputó la NBA Summer League de 2013 en Orlando con los Philadelphia 76ers, jugando sólo un partido. En los 14,6 min que estuvo en cancha, anotó 6 puntos, cogió un rebote, dio una asistencia y robó un balón.
En agosto de 2014 firmó por un año por el Enisey Krasnoyarsk ruso. Jugó 30 partidos en la VTB United League con un promedio de 11,3 puntos, 3,6 rebotes, 9,2 asistencias y 1,9 robos de balón en 26 min de juego, mientras que en 15 partidos jugados de Eurochallenge promedió 10,1 puntos, 3,3 rebotes, 7,9 asistencias y 2 robos de balón en 26,2 min de juego. Posee el récord de asistencias en un partido de la VTB United League con 23, en la victoria de su equipo por 95-86 contra el B.C. Astana.
Tras estos grandes números, en mayo de 2015 el histórico Panathinaikos BC griego le firmó de cara a los play-offs. En 8 partidos disputados con el conjunto heleno, promedió 3,3 puntos, 2,5 rebotes y 2,5 asistencias en 14,7 min de juego.
Volvió a Rusia para la temporada 2015-2016, firmando por el BC Krasny Oktyabr, aunque dejaría el equipo en noviembre. Con el conjunto ruso disputó 9 partidos en la VTB United League, promediando 12,3 puntos, 5,3 rebotes, 10,8 asistencias y 2 robos de balón en 33,6 min de media. En los 6 partidos de la Eurocup 2015-16 que disputó, promedió 17,1 puntos, 6,1 rebotes, 10,1 asistencias y 1,6 robos de balón en 38 min de media.
El 21 de noviembre de 2015 firmó por dos años con el AEK Atenas B.C., volviendo así a Grecia. Tras una serie de faltas disciplinarias, abandonó el equipo en enero de 2016. Disputó 8 partidos en la A1 Ethniki con un promedio de 10,8 puntos, 5,6 rebotes, 6,1 asistencias y 1,5 robos de balón en 30 min de media.
El 25 de enero de 2016, el AS Mónaco Basket francés anunció su fichaje hasta final de temporada, sustituyendo así a DeMarcus Nelson.
En noviembre de 2020, D. J. Cooper y Julian Washburn firman por los Dorados de Chihuahua de la Liga Nacional de Baloncesto Profesional de México.
El 24 de febrero de 2021, firma por el BC Dnipro Dnipropetrovsk de la Superliga de baloncesto de Ucrania.
En la temporada 2022-23, firma por el Ironi Nes Ziona B.C. en la Ligat ha'Al israelí.

## Selección Bosnia
Obtuvo la nacionalidad bosnia en 2014. Iba a jugar con la Selección de baloncesto de Bosnia-Herzegovina la fase de clasificación para el Eurobasket 2015, pero una lesión durante la concentración se lo impidió.

## Estadísticas

### Universidad
| Año       | Equipo | PJ  | PT  | MPP  | %TC  | %3P  | %TL  | RPP | APP | ROB | TPP | PPP  |
| --------- | ------ | --- | --- | ---- | ---- | ---- | ---- | --- | --- | --- | --- | ---- |
| 2009-2010 | Ohio   | 37  | 35  | 35.5 | .374 | .319 | .766 | 5.3 | 5.8 | 2.5 | 0.3 | 13.4 |
| 2010-2011 | Ohio   | 35  | 32  | 35.7 | .382 | .299 | .749 | 5.0 | 7.5 | 2.3 | 0.2 | 15.7 |
| 2011-2012 | Ohio   | 37  | 37  | 32.4 | .348 | .307 | .745 | 3.7 | 5.6 | 2.3 | 0.1 | 14.7 |
| 2012-2013 | Ohio   | 34  | 34  | 31.6 | .424 | .364 | .703 | 3.2 | 7.1 | 2.0 | 0.2 | 14.1 |
| Total     |        | 143 | 138 | 33.8 | .380 | .322 | .742 | 4.3 | 6.5 | 2.2 | 0.2 | 14.5 |